# Aethrodiscus transversalis
Aethrodiscus transversalis är en spindelart som beskrevs av Embrik Strand 1913. Aethrodiscus transversalis ingår i släktet Aethrodiscus och familjen hjulspindlar. Inga underarter finns listade i Catalogue of Life.